# Urumové
Urumové (calkaskou urumštinou a urumsky Ουρούμλαρ → Урумлар → Urumlar, Hristiyan Turkler, turecky a krymskou tatarštinou Urumlar, Urum Türkleri, Greko-Tatarlar, ukrajinsky Уру́ми → Urumi) je široký historický termín pro definici Řeků, obyvatelů muslimských zemí jako např.: Osmanské říše. V současné etnografii  se termín Urum vztahuje pouze na turkicky mluvící (převažně) řecké skupiny křesťanských Turků žijící v Gruzínském kraji Kvemo Kartli, v Ukrajinském regionu Doněck a v Řeckém kraji Makedonie. Jejich mateřský jazyk se pohybuje v rozmezí tureckého a krymsko tatatrského jazyka. Patří do skupiny západoturkických jazyků, podskupiny „Šahz“, také nazývaných „Turkic-i Kadim“, západní Oghuzské a západní Kypčacké větvě jazyků. Píšou Cyrilicí, občasně však používají Řecké písmo.
Rovněž název Urum nesou potomci Arménů, kteří přestoupili na Chalkedonské vyznání  s konečnou Helenizací. „Urumy“ nelze zaměňovat se „Urimy“ (Čerkezští Řekové → Čerkezští Rúmové → Urimové) ze Severního Kavkazu, mluvící čerkezštinou.

## Historický vývoj
Roku 395 se Římská říše rozpadla na východní a západní. Z východní části se stala Byzantská říše, jejíž obyvatelé se nazývali Rumejové čili Byzantští Řekové. Termín „Rumej“ (řecky Ρωμαίοι → Ro̱maíoi → Říman → Byzantský Řek) označoval řecky mluvící ortodoxní křesťany. Také během nadvlády Osmanských Turků se v řeckém jazyce termín „Říman“ stal synonymem pro křesťanské Řeky.
Urumštinou mluvící Rumejové (Byzantští Řekové), převážně z Pontské části Osmanské říše, čili pontští Řekové, masově migrovali na Kavkaz od 18. do začátku 20. století. Tyto komunity přišly do kraje Kvemo Kartli ve dvou vlnách.
Rumejové (Byzantští Řekové) z Krymu pocházeli z  potomků obou – z pontských Řeků, kteří osídlovali Krym již od 4. století př. n. l. do 4. století n. l. a kolonizátorů a těch, kteří se přistěhovali z Anatolie, zejména z Pontu v různých časech.
Jazyková skupina pontských Řeků žije v Řecku, Gruzii, Ukrajině, Arménii, Ázerbájdžánu, Rusku a Kazachstánu (město Kentav). Jejich menší množství vyváženě používá řečtinu a turečtinu. Ale z důvodu asimilačního procesu, s kterým se tváří v tvář setkávaly izolované skupiny řecké populace Anatolie, byla pro většinu turečtina rodným jazykem. V Osmanské říši bylo postavení křesťanů těžší než muslimů, proto většina anatolského obyvatelstva přestupovala na islám. Nejvíc obyvatel přestoupilo na islám až v 17. století. Přibližně 4 000 pontských Řeků žije v Turecku. Tato skupina, mluvící turečtinou, je známá jako Trabzonští Řekové. Považují se za potomky christianizovaných Kypčaků, Pečeněhů a Chazarů rozšířených severně od Černého moře a na Balkáně. Jsou muslimové vyznávající sunnitský islám.

### Etnonymum
Termín „Urum“ pochází z arabského slova „روم → rum“, což znamená „Říman → Římský“ → „Byzantinec (východní Říman)“ → „Řek“. V současné době je používán následujícími turkofonními sub-etnickými skupinami, (převážně) Řeky, jako způsob etnické sebeidentifikace:
- Calkaští Urumové (turkofonní) ze Kvemo Kartli (Gruzie) (pontští Řekové)
- Přiazovští Urumové (tatarofonní) ze Severního Přiazoví (Ukrajina) (pontští Řekové)
- Karamanliové (turkofonní) ze Kappadokie (Turecko) (kappadočtí Řekové).

V oficiálních záznamech se Urumové nikdy nepovažovali za Řeky a jasně zdůrazňovali, že Rumejové (Byzantští Řekové), kromě náboženského vyznání, byli úplně jiný národ.

#### Calkaští Urumové

Kraj Kvemo Kartli

Gruzínští Urumové nebo také Kavkazští Urumové se přestěhovali do Calkaské náhorní plošiny v Gruzii během 19. století. Byly to stovky turkofonních řeko-ortodoxních rodin z Erzurumu, Gümüşhane a Artvinu. Calkaští Urumové nikdy neměli žádný kontakt s Azovskými Urumy. První vlna migrovala z Anatolie do Calkaské náhorní plošiny v druhé polovině 18. století, pravděpodobně za prací v dolech. Jiná se stěhovala v 19. století a usadila se v Kubáňském regionu, když do Abcházie a Anatolie přišli na místo nich muslimský Čerkezové. Druhá skupina začala své stěhování do Gruzínského města Calky, pravděpodobně v letech 1821–1825, z provincií Trabzon, Giresun, Erzurum a Kars.
Roku 1926, byl počet Řeků žijících v Tbilisi a sousedících oblastech 24 000 s čehož 20,000 bylo Turkofonních. Podle sčítání lidu roku 1979 počet Urumů v Gruzii dosáhl 30 811. Je třeba podotknout, že odtud se v letech 1981–1986 Urumové přestěhovali na Krym, do Doněcka a Dněpropetrovska, kde se usadili v počtu 2 000 až 3 000. Mezi lety 1989 a 2002 se jejich počet v Kvemo Kartliském regionu snížil z 35 000 na 3 000. Mnozí emigrovali do Řecka a do Krasnodarského kraje v Rusku (města Krasnodar, Abinsk, Soči, a Gelendžik).

#### Přiazovští Urumové
Ukrajinští Urumové nebo také Krymští Urumové jsou historicky zastoupeni dvěma skupinami a to – Rumejy (Byzantští Řekové), jejichž řecký dialekt je známý jako rumeíka - pontiská řečtina a turkicky mluvícími Krymskými Tataři. Vzájemným smíšením se obě skupiny začali nazývat „Řeko-Tataři“ (nebo „Přiazovští Řekové“ → „Греки Приазов'я“). Obě skupiny osídlili Doněcký region před mnoha stoletími. Kolem roku 1780, během vlády Kateřiny II. Veliké, se Řeko-Tataři přestěhovali z Krymu a usadili se v ukrajinském Doněcku, Mariupoly a Záporoží. Praktikují Východní Ortodoxní křesťanství.
Společná sčítání populace Urumů a Rumejů dosáhla roku 2001 na 77 516 lidí. V současné době (2004) je počet obyvatel Řeko-Tatarů přibližně 120 000 až 130 000, s toho 60 až 65 % Urumů, zbytek jsou Rumejové.
Na Krymu žijící Rumejové byli původně nazývání „Tat“, a Urumové také jako „Bazarjane“. Jako přísloví se mezi Řeko-Tatary používá: „Římské dítě“ → „Tat balası“, „Urumský škůdce“ → „Urum belası“.

## Jazyk
Calkasko-turecký dialekt, nebo calkaská urumština, je blízká mnohým středo-anatolským tureckým dialektům. Calkaští Urumové nazývají svůj jazyk „bizimce“, „bizim dilja“ nebo „musurmance“ → „po našem“, „náš jazyk“ nebo „muslimský“. Pozdější sovětské sčítání lidu poukázalo na ázerbájdžánštinu, jako na mateřský jazyk Calkaských Urumů, avšak jednoduše, to mohlo být způsobeno kvůli Sovětskému, poněkud nepříznivému postoji k turecké kultuře. Středoškolské vzdělání v calkaské urumštině nebylo umožněno. Její mluvčí, se ve navštěvovaných školách učili předměty v ruštině nebo ázerbájdžánštině.

Práva menšin uznala Ukrajinská vláda jak Rumejům tak Urumům, a přijala je pod svoji záštitu. Na rozdíl od Rumejů (Byzantští Řekové) z Krymu, však Urumové na Ukrajině nikdy neměli svůj jazyk ve středoškolském vzdělání. Turkolog Nikolaj Baskakov odhaduje, že roku 1969, urumštinou, jejíž dialekty se vztahují ke krymské tatarštině, jako mateřským jazykem mluvilo na 60 000 lidí.
Řeko-Tataři používají čtyři dialekty: Kypčako-Kumánský, Kypčako-Oguzský, Oguzo-Kypčacký a Oguzský. Také podle A. Garkavece lze Urumský jazyk na Ukrajině rozdělit do čtyř skupin:

1. Velký Janisol, Bešev, Manguš: Oguzských prvků je velmi málo
2. Kermenčik, Bagatır, Ulaklı: Oguzské prvky jsou málo jasné
3. Karan, Laspi, Kamar, Ignatjevka: Oguzské prvky jsou jasné
4. Mariupol, Starij Krym: Oguzské a Kypčacké prvky jsou smíšené

Podle Vše-Ukrajinského sčítání lidu z roku 2001, ze 77 516 Řeko-Tatarů z Doněcké oblasti, pouze 112 uvedlo jako svoje mateřské jazyky jiné než řecké-urumské, (ukrajinské a ruské).